# Сорокина, Тамара Афанасьевна
Тамара Афанасьевна Сорокина (19 мая 1931, Клинцы, Западная область — 2 января 2021, Москва) — советская певица (лирико-колоратурное сопрано), педагог, народная артистка РСФСР (1973).

## Биография
Родилась 19 мая 1931 года в городе Клинцы Западной области РСФСР (сейчас Брянская область) в семье ткачей, рабочих Троицкой фабрики. С шести лет занималась музыкой. Во время Великой Отечественной войны вместе с матерью и братом эвакуировалась в Барнаул. Там выступала в госпиталях, пела перед ранеными и аккомпанировала на аккордеоне.
В 1952 году окончила Музыкальное училище при Ленинградской консерватории (педагог Екатерина Павловна Андреева), затем занималась у Елизаветы Шумской. В 1952—1954 годах была солисткой Ленинградского театра оперы и балета им. Кирова.
В 1954—1982 годах выступала в Большом театре СССР. За почти 30 лет на сцене Большого подготовила и исполнила 39 партий. Гастролировала за рубежом (Индия, Польша, Япония, Австралия, Италия, Филиппины, Канада, Франция, ГДР, Венгрия). Выступала как концертная певица. Преподавала в ГИТИСе.
Скончалась 2 января 2021 года в Москве на 90-м году жизни. Похоронена на Троекуровском кладбище рядом с мужем.

## Семья
- Муж — артист балета, балетмейстер Шамиль Ягудин (1932—2005), народный артист РСФСР.
- Сын — дирижёр и пианист Павел Сорокин (род. 1963), заслуженный артист России, дирижёр Большого театра.

## Награды и премии
- Первая премия конкурса вокалистов на V Всемирном фестивале молодежи и студентов в Варшаве (1955).
- Заслуженная артистка РСФСР (17.01.1968).
- Народная артистка РСФСР (01.03.1973).
- Заслуженная артистка Каракалпакской АССР (1974).
- Орден Трудового Красного Знамени (25.05.1976) — за заслуги в развитии советского музыкального и хореографического искусства и в связи с 200-летием Государственного академического Большого театра СССР[4].

## Оперные партии

### Ленинградский театр оперы и балета им. Кирова
- «Семья Тараса» Д. Кабалевского — Настя
- «Хованщина» М. Мусоргского — Эмма

### Большой театр
- 1954 — «Иоланта» П. Чайковского — Бригитта
- 1954 — «Пиковая дама» П. Чайковского — Прилепа
- 1955 — «Иоланта» П. Чайковского — Иоланта
- 1955 — «Лакме» Л. Делиба — Эллен
- 1956 — «Царская невеста» Н. Римского-Корсакова — Марфа
- 1956 — «Никита Вершинин» Д. Кабалевского — Катя
- 1956 — «Богема» Дж. Пуччини — Мими
- 1957 — «Травиата» Дж. Верди — Виолетта
- 1957 — «Евгений Онегин» П. Чайковского — Татьяна
- 1958 — «Фауст» Ш. Гуно — Маргарита
- 1959 — «Банк Бан» Ф. Эркеля — Мелинда
- 1960 — «Свадьба Фигаро» В. А. Моцарта — Барбарина
- 1960 — «Борис Годунов» М. Мусоргского — Ксения
- 1961 — «Не только любовь» Р. Щедрина — Нюрочка
- 1962 — «Фальстаф» Дж. Верди — Наннетта
- 1963 — «Русалка» А. Даргомыжского — Ольга
- 1964 — «Война и мир» С. Прокофьева — Первая актриса
- 1964 — «Хованщина» М. Мусоргского — Эмма
- 1964 — «Снегурочка» Н. Римского-Корсакова — Снегурочка
- 1964 — «Сказка о царе Салтане» Н. Римского-Корсакова — Царевна-лебедь
- 1964 — «Кармен» Ж. Бизе — Микаэла
- 1965 — «Свадьба Фигаро» В. А. Моцарта — Сюзанна
- 1965 — «Риголетто» Дж. Верди — Джильда
- 1966 — «Чио-Чио-сан» Дж. Пуччини — Чио-Чио-сан
- 1967 — «Сказание о невидимом граде Китеже и деве Февронии» Н. Римского-Корсакова — Сирин
- 1970 — «Война и мир» С. Прокофьева — Дуняша
- 1971 — «Неизвестный солдат» К. Молчанова — Медсестра
- 1973 — «Франческа да Римини» С. Рахманинова — Франческа
- 1973 — «Трубадур» Дж. Верди — Леонора
- 1975 — «Война и мир» С. Прокофьева — Наташа Ростова